# Гуаратінгета (футбольний клуб)
Футбольний клуб «Гуаратінгета» або просто «Гуаратінгета» (порт. Guaratinguetá Futebol Ltda.) — бразильський футбольний клуб з однойменного міста, у штаті Сан-Паулу. Заснований 1 жовтня 1998 року під назвою Спортивний клуб «Гуаратінгета», володіє ліцензією на офіційні змагання і не пов’язаний з Федерацією футболу Паулісти.
15 жовтня 2010 року команда підтвердила переїзд до міста Американа, де в січні 2011 року розпочала свою діяльність у новій штаб-квартирі під назвою ФК «Американа» (порт. Americana Futebol). 28 листопада 2011 року було оголошено про повернення до міста Гуаратінгета.
У 2016 році «Гуаратінгета» виступала в Серії А3 Ліги Пауліста та Серії С Бразилії, вилетів в обох, де вона оскаржувала Серію D чемпіонату Бразилії 2017 року та другого дивізіону Ліги Паулісти (еквівалент четвертого дивізіону).
Однак у лютому 2017 року він попросив ліцензувати офіційні змагання, посилаючись на фінансові та календарні проблеми, оскільки він буде оскаржувати два одночасних змагання.
Однак у лютому 2017 року попросив відкликати ліцензію з офіційних змагань, посилаючись на фінансові та календарні проблеми, оскільки він буде оскаржувати два одночасних змагання. З тих пір клуб не пов’язаний з Федерацією футболу Паулісти.

## Історія
«Гуаратінгета» заснований як «Спортивний клуб „Гуаратінгета“», скорочено — Гуара. Свої перші професіональні змагання зіграв у 2000 році в п'ятому дивізіоні, який згодом розформували, фінішував на п'ятому місці й не зумів піднятися до четвертого дивізіону.
У 2001 році, коли в команді виступав Марсіо Глад (гравець, який стане відомим у 2004 році, під час виступів за «Палмейрас»), команда зайняла третє місце й вийшла до Серії B1 Ліги Паулісти. Відразу після свого дебюту в 2002 році стала віце-чемпіоном й, таким чином, отримала путівку до Серії А3. Наступного року команда змагається в Серії A3 Ліги Пауліста і не подолала перший етап.
У 2004 році бізнесмен Соні Дуер з компанії Sony Sports прибув до клубу, щоб керувати футбольною командою в клубі разом із президентом Карлосом Аріні (Карліто), таким чиному Спортивний клуб «Гуаратінгета» змінює назву на Футбольний клуб «Гуаратінгета» Лтд. Після ребрендингу «Гуаратінгета» фінішувала на 3-му місці й виборола путівку для участі в Серії A2 Ліги Пауліста на 2005 році. У своєму дебютному сезоні в Серії A2 клуб фінішував на 17-му місці та ледве не понизився в класі.
У 2006 році «Гуара» не лише зберігає місце в другому дивізіоні й після виїзної нічиєю (1:1) проти Греміо Баруері, завершує чемпіонат на четвертій позиції й отримує доступ до вищого дивізіону чемпіонату штату Сан-Паулу.
У 2007 році вперше виступав у Першому дивізіоні (Серії А1) футбольного чемпіонату Сан-Паулу, намагався повторити досягнення розформованого Спортивного клубу «Гуаратінгета». Відразу після свого дебюту в Серії А1 у 2007 році команда отримує титул Кампеанату Інтеріор, після перемоги над «Нороесте» з Бауру.
У 2008 році команда досягла ще більшого: клуб провів найкращу кампанію на першому етапі, на чоліг з Майклом (у футболці з 10-им номером), і зумів вийти до півфіналу чемпіонату штату та потрапити до Кубку Бразилії 2009 року. У півфіналі команда зустрілася з «Понте-Претою» і вибуває після поразки в обох матчах (0:1 на виїзді та 1:2 вдома).
У 2008 році команда вперше взяла участь у Серії C чемпіонаті Бразилії. Незважаючи на те, що команда не виступала на своєму стадіоні (де оновлювався газон), він провів хорошу кампанію і фінішував на дев’ятому місці з 64 команд-учасниць. Команда не підвищилися в класі, але з гарантованим місцем у серії C на наступний рік, в якому виступало 20 команд.
У 2009 році «Гуара» невдало виступав у Лізі Паулісти, закінчив турнір на 17-й позиції і, таким чином, вилетів до другого дивізіону. У кубку Бразилії команда пройшла «Кашиас», виграв вдома з рахунком 2:0 і програв 1:2 на виїзді. Після цього зустрівся з «Атлетіку Мінейру», вдома зіграв внічию 2:2 і програв 0:2 на виїзді, й таким чином вибув зі змагань. Проте в чемпіонаті Бразилії в Серії С настав реванш: команда виграла всі матчі на Ніньо-да-Гарса на першому етапі і знову вийшла на матч зі «Кашиасом», щоб визначитися з місцем у Серії Б. Здобув домашню перемогу з рахунком 2:0 та нічию 1:1 на виїзді (завдяки голу лівого захисника Еду Піни) 16 серпня 2009 року команда отримала доступ до чемпіонату Бразилії в Серії B 2010 року. У півфіналі команда зустрілася з «Америкою Мінейру», здобув домашню перемогу з рахунком 2:1 і поразку на виїзді з таким же рахунком, вирішення пройшло в пенальті, і команда вибула. Але місце в Серії В вже було гарантовано. 30 вересня 2009 року президент Карлос Аріні залишає клуб і поступається місцем тодішньому футбольному директору Едуардо Феррейрі на посту президента «Гуари».
25 квітня 2010 року команда перемогла «Уніао Сан-Жуан де Арарас» на стадіоні Даріо Родрігеш Лейте з рахунком 4:1 в матчі Серії А2 Ліги Паулісти, й отримала доступ до Серії А1 Ліги Паулісти 2011 року.
У 2010 році брав участь у Серії B чемпіонате Бразилії завдяки доступу, отриманому в серії C у 2009 році, коли він посів 3-є місце.
У 2011 році в новій штаб-квартирі клуб тепер називається «Американа Футбол» і провів розумну кампанію, повернувшись до Ліги Паулісти. Але його найкращий виступ у вище вказаному сезону припав на Серії B Ліги Паулісти, де він провів чудову кампанію, провів декілька раундів у G-4, але не вдалося підвищитися в класі. Незважаючи на відмінні результати в цьому новому сезоні, 2011 рік також став початком кінця команди. Як й інші команди, які переїхали до іншого міста, такі як «Іпатінга/Бетім» і «Греміо Баруері/Греміо Пруденте», переїзд до Американи в довгостроковій перспективі виявився поганим рішенням для команди. Коли команда повернулася в Гуаратінгету, стосунки між командою та вболівальниками вже були розірвані, що пояснює жахливий середній показник відвідуваності домашніх матчів чемпіонату з 2012 по 2015 рік.
У 2012 році клуб повернувся до «Гуаратінгети» і брав участь у Лізі Паулісти 2012 року, де в останньому турі до Серії А2 Ліги Паулісти, а в Серії В чемпіонату Бразилії також провела ризиковану кампанію, заледве уникнула вильоту в Серію С.
У 2013 році «Гуаратінгета» виступала в Серії A2 Ліги Паулісти та в серії B чемпіонату Бразилії, за підсумками сезону команда вилетіла до Серії C бразильського чемпіонату. Наприкінці року власник Sony Альберто Дуер виставив клуб на продаж. Існував ризик того, що команда знову переїде до іншого міста, однак після низки переговорів «Гуаратінгету» придбав один із її засновників та залишив у місті на 2014 рік.
У 2014 році команда з Вале ду Параїба провела чемпіонат серії А2 Ліги Паулісти нерівномірно, і в підсумку зайняв 15-те місце з 21-им набраним очком.
7 листопада 2014 року Гуаратингета оголосила про три нових підкріплення на сезон 2015 року (включаючи повернення кумира Нене): Глауко Філіппу — футбольний супервайзер, Нене — футбольний директор і Какалу — тренер воротарів. Окрім цього, на газоні Ештадіу Даріу Родрігеш Лейте буде проведено новий ремонт.
Наприкінці 2014 року «Гуаратінгета» встановити партнерство з «Леменсі», щойно представлена рада була замінена новою, яку привели нові інвестори, тренера, яким став Вілсон Джуніор, замінив Жоао Теле Сантана, також з'явилися нові гравці. Через декілька місяців клуб передали Домільсону де Араужо Карнейру, який став новим президентом та інвестором «Гуаратінгети».

## Досягнення
- Серії С чемпіонату Бразилії
  -  Бронзовий призер (1): 2009

- Ліга Пауліста
  - 4-те місце (1): 2008

- Ліга Пауліста Інтеріор
  -  Чемпіон (1): 2007

## Статистик виступів
| Змагання                 | Змагання       | Сезон               | Найкращий результат | Дебют | Востаннє | Ч | П |
|                          | Ліга Пауліста  | 5                   | 4-те місце (2008)   | 2007  | 2012     |   | 2 |
| Серія A2                 | 6              | 3-тє місце (2010)   | 2005                | 2015  | 2        | 1 |   |
| Серія A3                 | 3              | 3-тє місце (2004)   | 2003                | 2016  | 1        | 1 |   |
| Другий дивізіон          | 1              | Віце-чемпіон (2002) | 2002                | 2002  | 1        | – |   |
| Серія B2 (розформований) | 2              | 3-тє місце (2001)   | 2000                | 2001  | 1        | – |   |
| Бразилія                 | Серія B        | 4                   | 8-ме місце (2011)   | 2010  | 2013     | – | 1 |
| Бразилія                 | Серія C        | 5                   | 3-тє місце (2009)   | 2008  | 2016     | 1 | 1 |
| Бразилія                 | Кубок Бразилії | 1                   | 2-й раунд (2009)    | 2009  | 2009     |   |   |

## Форма
- 1º - Червона футболка з синіми рукавами, сині шорти і шкарпетки з червоними смугами;
- 2º - Біла сорочка з синіми рукавами, білі шорти та шкарпетки з блакитними смугами.

| Основна форма | Запасна форма |  |

### Попередні дизайни форм
- 2012 (чемпіонат Бразилії)

| основна форма | запасна форма | 'третя форма |  |

- 2012

| основна форма | запасна форма |  |

- 2011

| основна форма | запасна форма |  |

- 2010

| основна форма | запасна форма |  |

## Клубні кольори
Клубні кольори — червоно-білі. Домашня форма повністю червона, а виїзна – біла.

## Принципові суперники
У Гуаратінгети є принциповий суперник Сан-Жозе, який є одним із найсильніших клубів регіону. Він також має принципове суперництво з іншою традиційною командою з Вале-ду-Параїба, Таубате.

## Стадіон

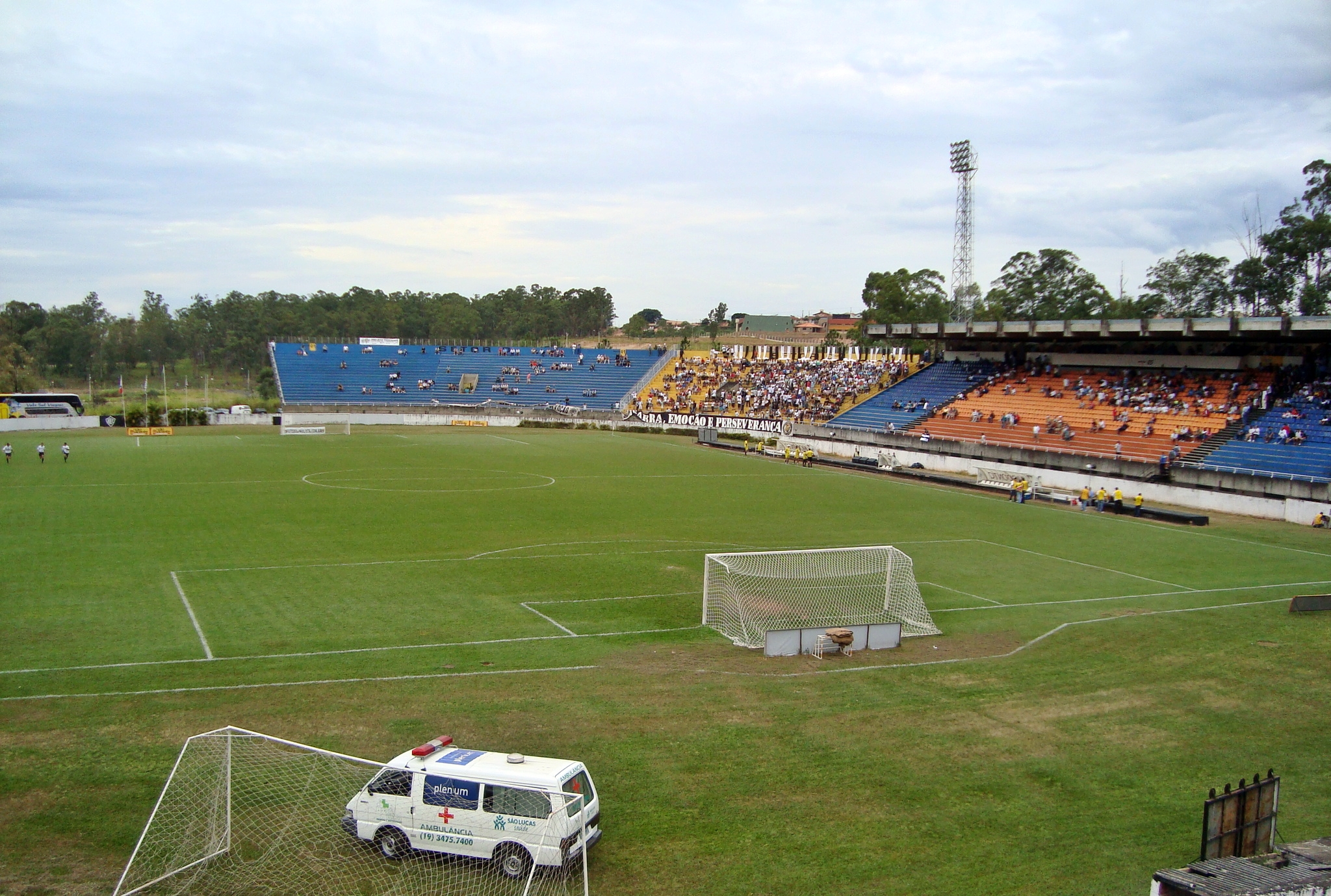
Муніципальний стадіон Десіу Вітта

Домашнім стадіоном Гуаратингети був муніципальний стадіон професора Даріо Родрігеса Лейте, на прізвисько Журавлине гніздо, який максимально вміщує 15 769 глядачів.
Клуб також готувався до матчів на тренувальному центрі Даріу Родрігеш Лейте.

## Уболівальники
«Гуаратінгета» має декілька фанатських груп. Серед них Torcida Jovem Guará (TJG), Specialist Nation, Tricolor Fury, Camisa 14 і Torcida Alambrado.

### Torcida Jovem Guará
Одним із вболівальників є Torcida Jovem Guará, заснована 25 березня 2006 року, утворена з групи друзів, які відвідували матчі «Гуаратінгети».

### Torcida Nação Especialista
Заснована 11 травня 2006 року Torcida Nação Especial створена після розмови друзів, військових зі Школи спеціалістів аеронавтики.

## РейтингБКФ
- Місце: 97-ме
- Рейтинг: 684 бали

Рейтинг створений Бразильською футбольною конфедерацією, щоб класифікувати всі клуби Бразилії.

## Гімн
Авторами гімну Американи були Клаудіо Брага та Марсело Бетті.

## Талісман
Талісманом клубу була чапля. Також тварина була зображена на логотипі клубу.